# Galatasaray Istanbul/Saison 2007/08
Die Saison 2007/08 von Galatasaray Istanbul war die 100. Saison in der Vereinsgeschichte und die 50. Saison in der türkischen Liga, der Süper Lig. Der Klub beendete die Saison auf dem 1. Platz und wurde zum 17 Mal türkischer Meister. Die Türkiye Kupası endete für Galatasaray Istanbul im Halbfinale. Im UEFA-Pokal schieden die Gelb-Roten im Sechzehntelfinale aus.

## Personalien

### Kader
| Nr.        | Nat.                                    | Name             | Geburtsdatum  | im Verein seit | vorheriger Verein       |
| Torhüter   | Torhüter                                | Torhüter         | Torhüter      | Torhüter       | Torhüter                |
| ---------- | --------------------------------------- | ---------------- | ------------- | -------------- | ----------------------- |
| 01         | Turkei Deutschland                      | Aykut Erçetin    | 14. Sep. 1982 | 2002           | eigene Jugend           |
| 54         | Turkei                                  | Orkun Uşak       | 5. Nov. 1980  | 2007           | Kayseri Erciyesspor     |
| 88         | Turkei                                  | Fırat Kocaoğlu   | 5. Feb. 1988  | 2007           | eigene Jugend           |
| Abwehr     |                                         |                  |               |                |                         |
| 02         | Turkei                                  | Emre Güngör      | 1. Aug. 1984  | 2008           | MKE Ankaragücü          |
| 04         | Kamerun Frankreich                      | Rigobert Song    | 1. Juli 1976  | 2004           | RC Lens                 |
| 19         | Algerien Frankreich                     | Ismaël Bouzid    | 21. Juli 1983 | 2007           | 1. FC Kaiserslautern    |
| 22         | Turkei Deutschland                      | Hakan Balta      | 23. März 1983 | 2007           | Vestel Manisaspor       |
| 33         | Turkei                                  | Uğur Uçar        | 5. Apr. 1987  | 2003           | eigene Jugend           |
| 55         | Turkei                                  | Sabri Sarıoğlu   | 26. Juli 1984 | 2001           | eigene Jugend           |
| 74         | Turkei Deutschland                      | Volkan Yaman     | 27. Aug. 1982 | 2007           | Antalyaspor             |
| 76         | Turkei                                  | Servet Çetin     | 17. März 1981 | 2007           | Sivasspor               |
| Mittelfeld |                                         |                  |               |                |                         |
| 06         | Schweden                                | Tobias Linderoth | 21. Apr. 1979 | 2007           | FC Kopenhagen           |
| 07         | Turkei                                  | Okan Buruk       | 19. Okt. 1973 | 2006           | Beşiktaş Istanbul       |
| 08         | Deutschland Turkei                      | Barış Özbek      | 14. Sep. 1986 | 2007           | Rot-Weiss Essen         |
| 10         | Brasilien                               | Lincoln          | 22. Jan. 1979 | 2007           | FC Schalke 04           |
| 11         | Turkei                                  | Hasan Şaş        | 1. Aug. 1976  | 1998           | MKE Ankaragücü          |
| 14         | Turkei                                  | Mehmet Topal     | 3. März 1986  | 2006           | Dardanelspor            |
| 15         | Ghana                                   | Ahmed Barusso    | 26. Dez. 1984 | 2008           | AS Rom                  |
| 16         | Argentinien Portugal                    | Marcelo Carrusca | 1. Sep. 1983  | 2006           | Estudiantes de La Plata |
| 18         | Turkei                                  | Ayhan Akman      | 23. Feb. 1977 | 2001           | Beşiktaş Istanbul       |
| 87         | Turkei                                  | Mehmet Güven     | 30. Juli 1987 | 2006           | eigene Jugend           |
| Angriff    |                                         |                  |               |                |                         |
| 09         | Turkei                                  | Hakan Şükür      | 1. Sep. 1971  | 2003           | Blackburn Rovers        |
| 20         | Kongo Demokratische Republik Frankreich | Shabani Nonda    | 6. März 1977  | 2007           | AS Rom                  |
| 27         | Turkei                                  | Özgürcan Özcan   | 10. Apr. 1988 | 2005           | eigene Jugend           |
| 61         | Turkei Deutschland                      | Serkan Çalık     | 15. März 1986 | 2007           | Rot-Weiss Essen         |
| 66         | Turkei                                  | Arda Turan       | 30. Jan. 1987 | 2005           | eigene Jugend           |
| 99         | Turkei Deutschland                      | Ümit Karan       | 1. Okt. 1976  | 2001           | Gençlerbirliği Ankara   |

#### Transfers
| Zugänge | Abgänge |
| --- | --- |
| Sommer 2007 - Hakan Balta (Vestel Manisaspor) - Ismaël Bouzid (1. FC Kaiserslautern) - Serkan Çalık (Rot-Weiss Essen) - Servet Çetin (Sivasspor) - Fırat Kocaoğlu (eigene Jugend) - Lincoln (FC Schalke 04) - Tobias Linderoth (FC Kopenhagen) - Shabani Nonda (AS Rom) - Barış Özbek (Rot-Weiss Essen) - Özgürcan Özcan (Kayserispor) w.a. - Uğur Uçar (Kayserispor) w.a. - Orkun Uşak (Kayseri Erciyesspor) - Volkan Yaman (Antalyaspor) Winter 2007/08 - Ahmed Barusso (AS Rom) a. - Emre Güngör (MKE Ankaragücü) | Sommer 2007 - Uğur Akdemir (Orduspor) a. - Cafercan Aksu (Orduspor) a. - Orhan Ak (Ankaraspor) a. - Emre Aşık (Ankaraspor) a. - Necati Ateş (Ankaraspor) a. - Uğur Demirok (Orduspor) a. - Fevzi Elmas (Antalyaspor) - İlker Erbay (Kayseri Erciyesspor) - Erkan Ferin (Orduspor) a. - Cihan Haspolatlı (Bursaspor) - Saša Ilić (FC Red Bull Salzburg) - Junichi Inamoto (Eintracht Frankfurt) - Hasan Kabze (Rubin Kasan) - Faryd Mondragón (1. FC Köln) - Ferhat Öztorun (Vestel Manisaspor) - Ergün Penbe (Gaziantepspor) - Tolga Seyhan (Schachtar Donezk) w.a. - Stjepan Tomas (Rubin Kasan) - Aydın Yılmaz (Vestel Manisaspor) a. Winter 2007/08 - Necati Ateş (Istanbul BB) a. - Aydın Yılmaz (Istanbul BB) a. - Özgürcan Özcan (Gaziantepspor) a. |

## Spielkleidung
| Heim | Auswärts | Ausweich | Ausweich |

- Ausrüster: Adidas
- Trikotsponsor: Avea
- Ärmelsponsor: Cola Turka

## Saison
Alle Ergebnisse aus Sicht von Galatasaray Istanbul.
Die Tabelle listet alle Süper-Lig-Spiele des Vereins der Saison 2007/08 auf. Siege sind grün, Unentschieden gelb und Niederlagen rot markiert.

### Süper Lig

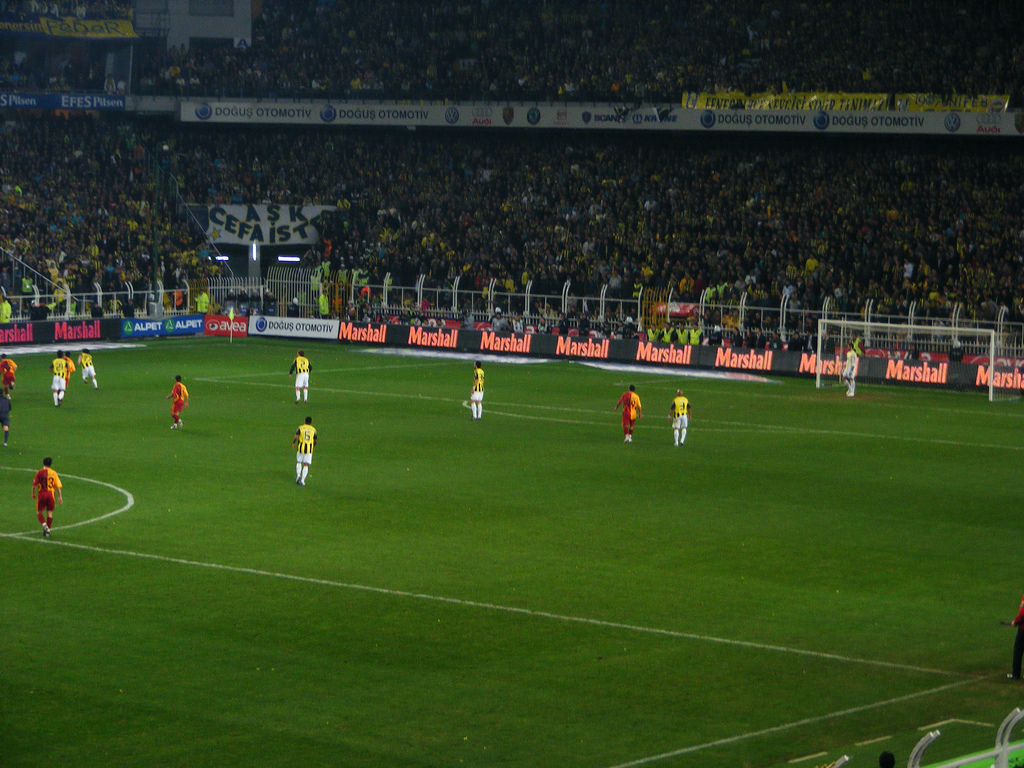
Fenerbahçe gegen Galatasaray am 8. Dezember 2007.

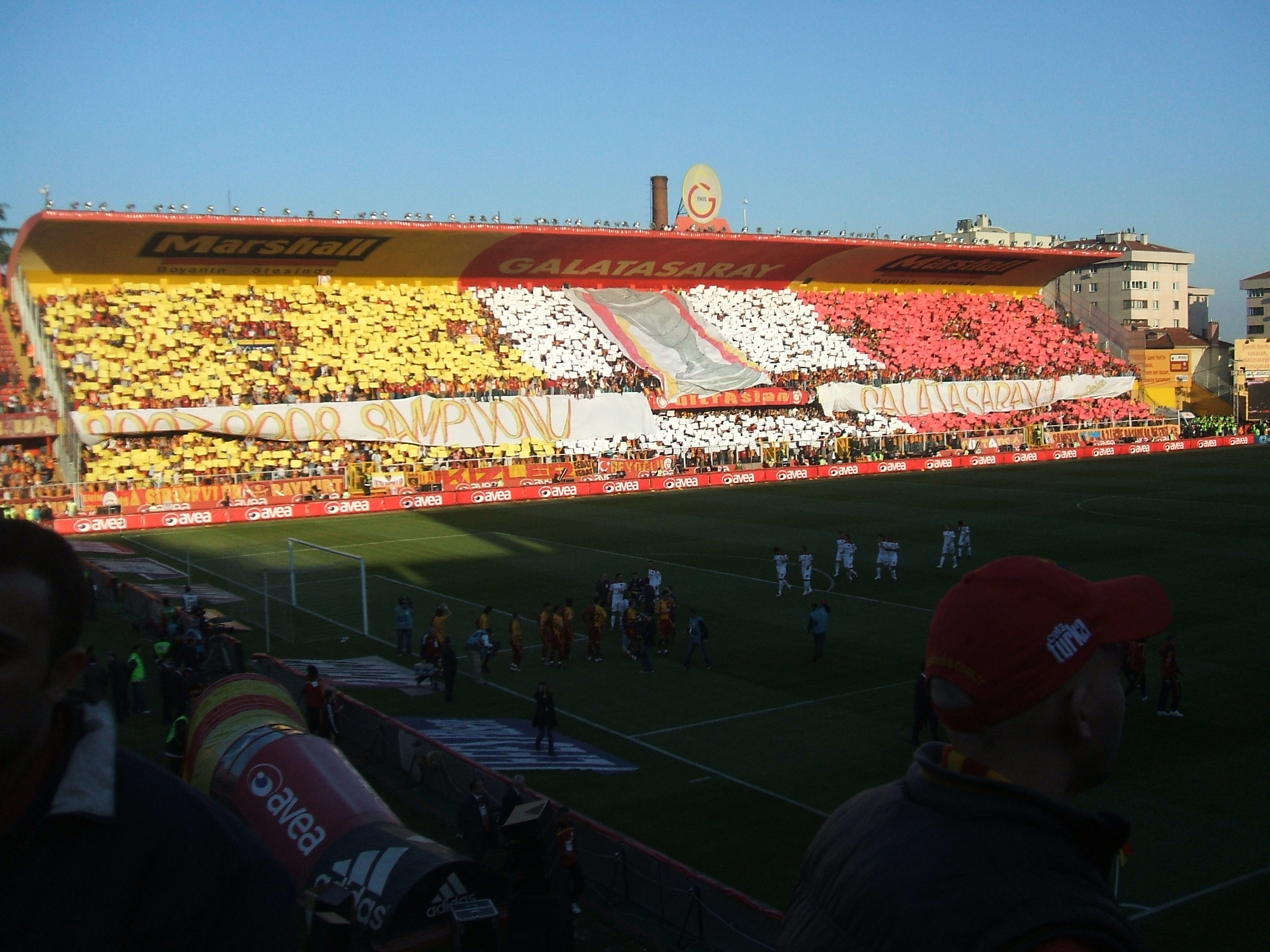
Die Gegentribüne im Ali Sami Yen Stadyumu am 34. und letzten Spieltag.

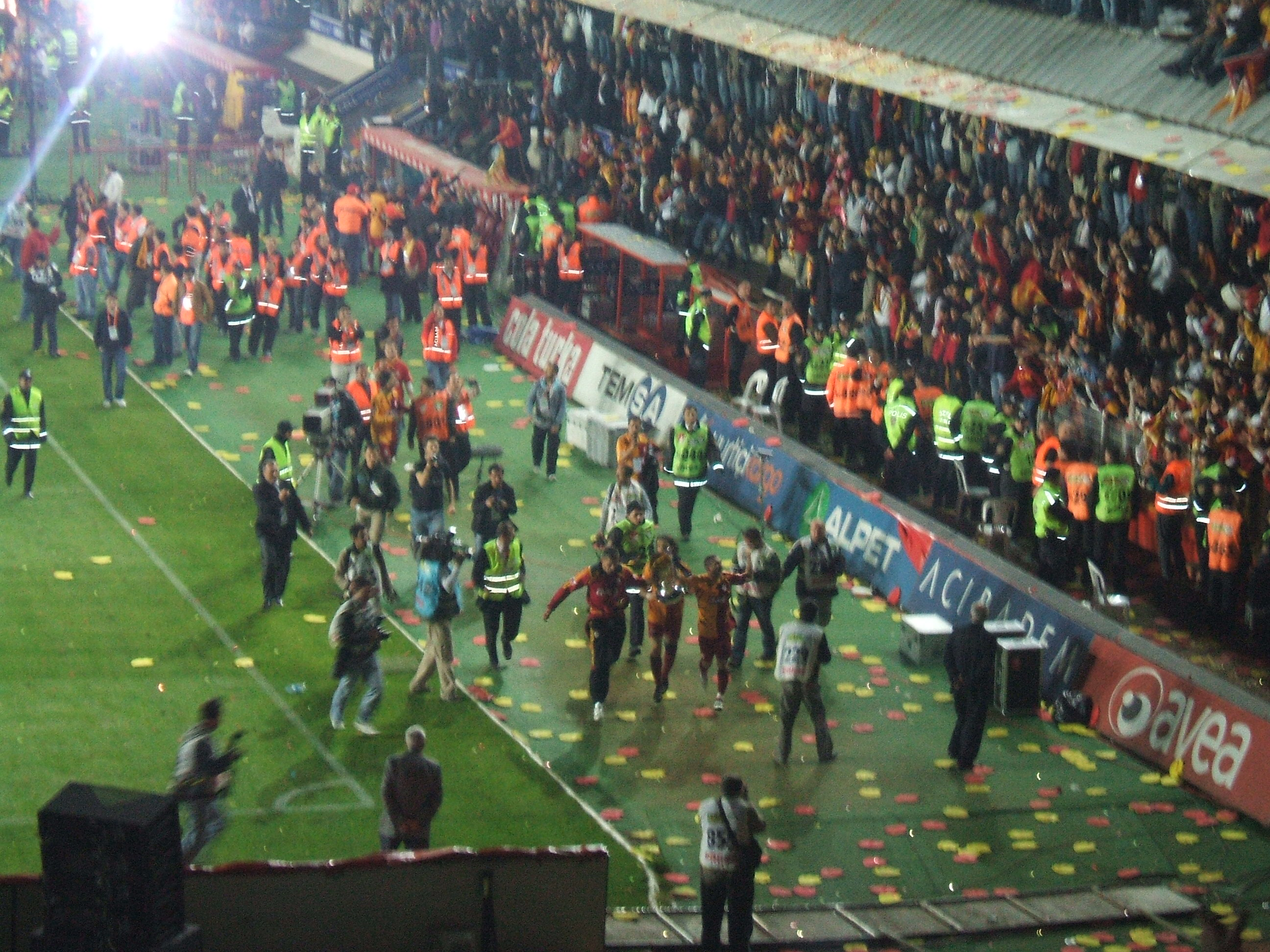
Drei Galatasaray-Spieler feiern nach dem letzten Spieltag die Meisterschaft.

| ST | Datum              | Gegner                | Ort                                | Ergebnis  | Tor(e) für Galatasaray Istanbul                                                                                   | Karte(n) für Galatasaray Istanbul                       |
| -- | ------------------ | --------------------- | ---------------------------------- | --------- | --- | ------------------------------------------------------- |
| 01 | 12. August 2007    | Çaykur Rizespor       | Atatürk-Olympiastadion, Istanbul 1 | 4:0 (1:0) | 1:0 Lincoln (13.), 2:0 Yaman (72.), 3:0 Şükür (77.), 4:0 Şükür (83.)                                              | Sarıoğlu (69.)                                          |
| 02 | 19. August 2007    | Bursaspor             | Atatürk Stadı, Bursa               | 1:0 (0:0) | 1:0 Karan (60.)                                                                                                   | Uçar (9.), Akman (37.), Şükür (44.)                     |
| 03 | 26. August 2007    | MKE Ankaragücü        | Ali Sami Yen Stadyumu, Istanbul    | 1:0 (1:0) | 1:0 Lincoln (22.)                                                                                                 | Song (5.), Akman (18.)                                  |
| 04 | 2. September 2007  | Vestel Manisaspor     | 19 Mayıs Stadı, Manisa             | 2:2 (1:1) | 1:1 Karan (32. Foulelfmeter), 2:1 Şükür (67.)                                                                     | Uçar (70.), Linderoth (78.), Özbek (90.+4')             |
| 05 | 16. September 2007 | Konyaspor             | Ali Sami Yen Stadyumu, Istanbul    | 6:0 (3:0) | 1:0 Nonda (4. Foulelfmeter), 2:0 Nonda (28.), 3:0 Carrusca (32.), 4:0 Şükür (81.), 5:0 Karan (88.), 6:0 Şaş (90.) | Song (63.)                                              |
| 06 | 23. September 2007 | Kasımpaşa Istanbul    | Atatürk-Olympiastadion, Istanbul   | 1:0 (0:0) | 1:0 Karan (73.)                                                                                                   | Bouzid (30.), Lincoln (67.)                             |
| 07 | 29. September 2007 | Beşiktaş Istanbul     | Ali Sami Yen Stadyumu, Istanbul    | 2:1 (1:1) | 1:0 Balta (23.), 2:1 Nonda (77. Foulelfmeter)                                                                     | Turan (57.)                                             |
| 08 | 7. Oktober 2007    | Kayserispor           | Atatürk Stadı, Kayseri             | 1:1 (0:1) | 1:1 Karan (56.)                                                                                                   | Linderoth (65.), Özbek (89.)                            |
| 09 | 21. Oktober 2007   | Ankaraspor            | Ali Sami Yen Stadyumu, Istanbul    | 0:0       | keine | Lincoln (8.)                                            |
| 10 | 28. Oktober 2007   | Denizlispor           | Atatürk Stadı, Denizli             | 2:1 (1:0) | 1:0 Nonda (35.), 2:1 Nonda (90.+1' Foulelfmeter)                                                                  | Şaş (75.)                                               |
| 11 | 4. November 2007   | Gaziantepspor         | Kamil Ocak Stadı, Gaziantep        | 1:1 (0:0) | 1:1 Çetin (89.)                                                                                                   | Şaş (66.)                                               |
| 12 | 11. November 2007  | Gençlerbirliği Ankara | Ali Sami Yen Stadyumu, Istanbul    | 3:2 (2:1) | 1:1 Topal (12.), 2:1 Çalık (30.), 3:1 Lincoln (50.)                                                               | Song (78.), Çalık (82.)                                 |
| 13 | 25. November 2007  | Trabzonspor           | Hüseyin Avni Aker Stadı, Trabzon   | 1:0 (0:0) | 1:0 Çalık (89.)                                                                                                   | Balta (5.)                                              |
| 14 | 2. Dezember 2007   | Istanbul BB           | Ali Sami Yen Stadyumu, Istanbul    | 2:2 (0:2) | 1:2 Balta (72.), 2:2 Karan (90.+2')                                                                               | Şaş (73.), Şaş (80.)                                    |
| 15 | 8. Dezember 2007   | Fenerbahçe Istanbul   | Şükrü Saracoğlu Stadı, Istanbul    | 0:2 (0:1) | keine | Song (53.), Yaman (55.), Turan (68.)                    |
| 16 | 14. Dezember 2007  | Sivasspor             | Ali Sami Yen Stadyumu, Istanbul    | 2:0 (0:0) | 1:0 Nonda (83.), 2:0 Özbek (84.)                                                                                  | Uçar (57.), Özbek (71.), Turan (73.), Bouzid (85.)      |
| 17 | 23. Dezember 2007  | Gençlerbirliği OFTAŞ  | 19 Mayıs Stadı, Ankara             | 0:0       | keine | Çetin (41.), Song (90.+3')                              |
| 18 | 12. Januar 2008    | Çaykur Rizespor       | Atatürk Stadı, Rize                | 5:2 (3:1) | 1:0 Nonda (4.), 2:1 Çetin (42.), 3:1 Nonda (45.) 4:1 Turan (51.), 5:1 Nonda (77.)                                 | Topal (59.)                                             |
| 19 | 20. Januar 2008    | Bursaspor             | Ali Sami Yen Stadyumu, Istanbul    | 1:0 (1:0) | 1:0 Nonda (24.)                                                                                                   | Özbek (90.+3')                                          |
| 20 | 27. Januar 2008    | MKE Ankaragücü        | 19 Mayıs Stadı, Ankara             | 4:0 (3:0) | 1:0 Şükür (36.), 2:0 Turan (41.), 3:0 Karan (43.), 4:0 Çalık (88.)                                                | keine                                                   |
| 21 | 9. Februar 2008    | Vestel Manisaspor     | Ali Sami Yen Stadyumu, Istanbul    | 6:3 (3:0) | 1:0 Özbek (7.), 2:0 Şükür (23.), 3:0 Turan (27. Foulelfmeter), 4:0 Şükür (47.), 5:1 Karan (59.), 6:3 Şükür (83.)  | Şükür (35.)                                             |
| 22 | 18. Februar 2008   | Konyaspor             | Atatürk Stadyumu, Konya            | 1:0 (0:0) | 1:0 Karan (59.)                                                                                                   | Turan (90.+1')                                          |
| 23 | 24. Februar 2008   | Kasımpaşa Istanbul    | Ali Sami Yen Stadyumu, Istanbul    | 0:1 (0:1) | keine | Lincoln (59.)                                           |
| 24 | 2. März 2008       | Beşiktaş Istanbul     | İnönü Stadı, Istanbul              | 0:1 (0:0) | keine | Özbek (86.), Turan (90.)                                |
| 25 | 8. März 2008       | Kayserispor           | Ali Sami Yen Stadyumu, Istanbul    | 2:0 (2:0) | 1:0 Sarıoğlu (18.), 2:0 Karan (35.)                                                                               | Karan (45.), Akman (90.+2')                             |
| 26 | 15. März 2008      | Ankaraspor            | 19 Mayıs Stadı, Ankara             | 1:0 (1:0) | 1:0 Karan (25.)                                                                                                   | Özbek (79.)                                             |
| 27 | 23. März 2008      | Denizlispor           | Ali Sami Yen Stadyumu, Istanbul    | 2:1 (1:1) | 1:1 Buruk (32.), 2:1 Çetin (88.)                                                                                  | Karan (87.)                                             |
| 28 | 30. März 2008      | Gaziantepspor         | Ali Sami Yen Stadyumu, Istanbul    | 0:0       | keine | Güngör (10.), Sarıoğlu (54.)                            |
| 29 | 6. April 2008      | Gençlerbirliği Ankara | 19 Mayıs Stadı, Ankara             | 1:0 (0:0) | 1:0 Lincoln (88.)                                                                                                 | Lincoln (31.), Çetin (59.), Karan (72.)                 |
| 30 | 12. April 2008     | Trabzonspor           | Ali Sami Yen Stadyumu, Istanbul    | 1:0 (0:0) | 1:0 Turan (50.)                                                                                                   | keine                                                   |
| 31 | 20. April 2008     | Istanbul BB           | Atatürk-Olympiastadion, Istanbul   | 3:0 (1:0) | 1:0 Zengin (3. Eigentor), 2:0 Lincoln (61.), 3:0 Şükür (90.)                                                      | Şükür (64.), Özbek (70.), Balta (89.)                   |
| 32 | 27. April 2008     | Fenerbahçe Istanbul   | Ali Sami Yen Stadyumu, Istanbul    | 1:0 (1:0) | 1:0 Nonda (37.)                                                                                                   | Karan (52.), Topal (84.)                                |
| 33 | 4. Mai 2008        | Sivasspor             | 4 Eylül Stadı, Sivas               | 5:3 (2:1) | 1:0 Turan (40.), 2:1 Turan (42.), 3:2 Akman (52.), 4:3 Turan (76.), 5:3 Şükür (88.)                               | Sarıoğlu (49.), Erçetin (50.), Balta (71.), Güven (85.) |
| 34 | 10. Mai 2008       | Gençlerbirliği OFTAŞ  | Ali Sami Yen Stadyumu, Istanbul    | 2:0 (2:0) | 1:0 Şükür (36.), 2:0 Balta (45.+1')                                                                               | Özbek (38.)                                             |

### Türkiye Kupası

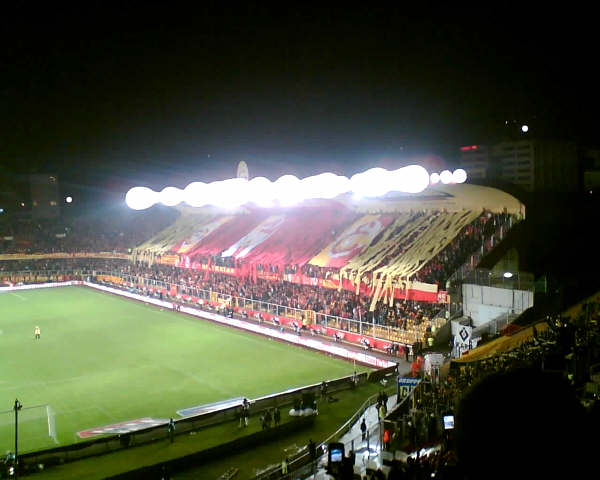
Galatasaray-Fans vor dem Rückspiel gegen Fenerbahçe.

| Runde                   | Datum            | Gegner                | Ort                             | Ergebnis  | Tor(e) für Galatasaray Istanbul                   | Karte(n) für Galatasaray Istanbul                                   |
| ----------------------- | ---------------- | --------------------- | ------------------------------- | --------- | ------------------------------------------------- | ------------------------------------------------------------------- |
| Gruppenphase            | 1. November 2007 | Denizlispor           | Ali Sami Yen Stadyumu, Istanbul | 2:1 (1:0) | 1:0 Carussca (40.), 2:1 Song (76. Foulelfmeter)   | Karan (26.), Sarıoğlu (67.)                                         |
| Gruppenphase            | 5. Januar 2008   | Bursaspor             | Atatürk Stadı, Bursa            | 2:2 (1:0) | 1:0 Topal (3.), 2:2 Güven (87.)                   | Uçar (78.), Karan (81.)                                             |
| Gruppenphase            | 15. Januar 2008  | Sarıyer SK            | Ali Sami Yen Stadyumu, Istanbul | 3:0 (2:0) | 1:0 Çalık (13.), 2:0 Karan (26.), 3:0 Özbek (81.) | Çetin (44.)                                                         |
| Gruppenphase            | 23. Januar 2008  | Gençlerbirliği OFTAŞ  | 19 Mayıs Stadı, Ankara          | 0:3 (0:2) | keine                                             | Güngör (22.), Özbek (85.)                                           |
| Viertelfinale-Hinspiel  | 3. Februar 2008  | Fenerbahçe Istanbul   | Şükrü Saracoğlu Stadı, Istanbul | 0:0       | keine                                             | Çetin (36.), Uçar (42.), Karan (75.), Özbek (84.), Çalık (85.)      |
| Viertelfinale-Rückspiel | 27. Februar 2008 | Fenerbahçe Istanbul   | Ali Sami Yen Stadyumu, Istanbul | 2:1 (1:0) | 1:0 Şükür (4.), 2:1 Karan (89.)                   | Yaman (38.), Karan (41.), Lincoln (45.), Turan (89.), Lincoln (89.) |
| Halbfinale-Hinspiel     | 19. März 2008    | Gençlerbirliği Ankara | 19 Mayıs Stadı, Ankara          | 0:1 (0:0) | keine                                             | Güven (30.), Akman (82.)                                            |
| Halbfinale-Rückspiel    | 15. April 2008   | Gençlerbirliği Ankara | Ali Sami Yen Stadyumu, Istanbul | 1:1 (0:0) | 1:1 Karan (90.)                                   | Karan (89.)                                                         |

### UEFA-Pokal

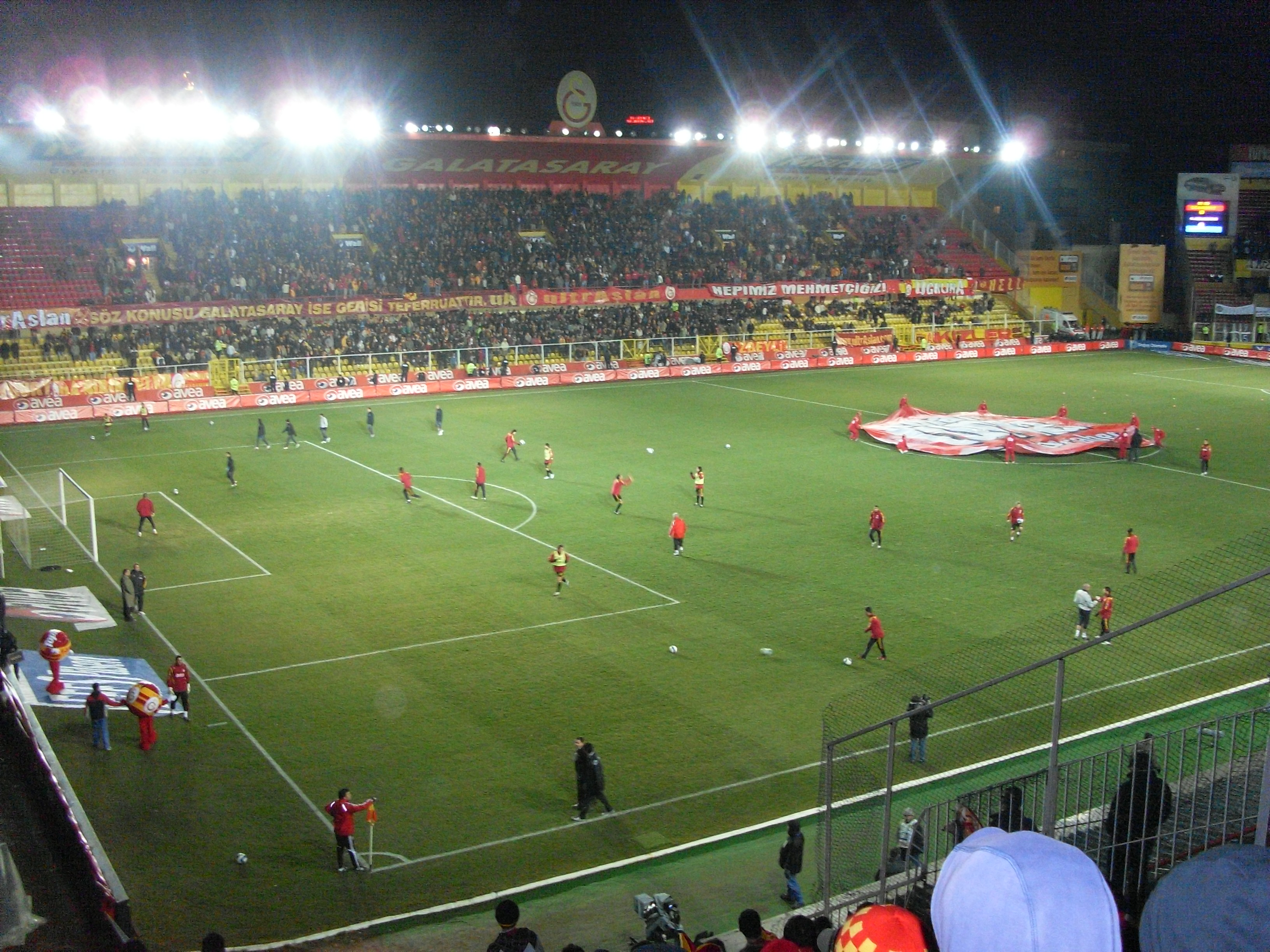
Galatasaray beim Aufwärmen vor der Begegnung gegen Bayer 04 Leverkusen.

| Runde                            | Datum              | Gegner                      | Ort                                         | Ergebnis  | Tor(e) für Galatasaray Istanbul                                                           | Karte(n) für Galatasaray Istanbul         |
| -------------------------------- | ------------------ | --------------------------- | ------------------------------------------- | --------- | ----------------------------------------------------------------------------------------- | ----------------------------------------- |
| 2. Qualifikationsrunde-Hinspiel  | 16. August 2007    | NK Slaven Belupo Koprivnica | Gradski stadion Ivan Kušek-Apaš, Koprivnica | 2:1 (1:1) | 1:1 Akman (42.), 2:1 Yaman (73.)                                                          | Çetin (16.) Şaş (37.)                     |
| 2. Qualifikationsrunde-Rückspiel | 30. August 2007    | NK Slaven Belupo Koprivnica | Ali Sami Yen Stadyumu, Istanbul             | 2:1 (2:1) | 1:0 Karan (10.), 2:1 Şükür (37.)                                                          | Uşak (36.), Song (45.)                    |
| 1. Runde-Hinspiel                | 20. September 2007 | FC Sion                     | Stade de Tourbillon, Sion                   | 2:3 (1:3) | 1:3 Lincoln (39.), 2:3 Linderoth (67.)                                                    | Uçar (56.)                                |
| 1. Runde-Rückspiel               | 4. Oktober 2007    | FC Sion                     | Ali Sami Yen Stadyumu, Istanbul             | 5:1 (3:0) | 1:0 Karan (22.), 2:0 Karan (29.), 3:0 Lincoln (36.), 4:0 Turan (68.), 5:1 Bouzid (90.+2') | Uçar (81.)                                |
| Gruppenphase                     | 25. Oktober 2007   | Girondins Bordeaux          | Stade Chaban-Delmas, Bordeaux               | 1:2 (1:0) | 1:0 Nonda (21. Foulelfmeter)                                                              | Şaş (73.)                                 |
| Gruppenphase                     | 8. November 2007   | Helsingborgs IF             | Ali Sami Yen Stadyumu, Istanbul             | 2:3 (1:2) | 1:2 Nonda (44.), 2:3 Nonda (90.+1')                                                       | Song (63.)                                |
| Gruppenphase                     | 29. November 2007  | Panionios Athen             | Nea-Smyrni-Stadion                          | 3:0 (0:0) | 1:0 Çalık (50.), 2:0 Song (62. Foulelfmeter), 3:0 Şükür (84.)                             | Topal (66.)                               |
| Gruppenphase                     | 19. Dezember 2007  | FK Austria Wien             | Ali Sami Yen Stadyumu, Istanbul             | 0:0       | keine                                                                                     | keine                                     |
| Sechzehntelfinale-Hinspiel       | 13. Februar 2008   | Bayer 04 Leverkusen         | Ali Sami Yen Stadyumu, Istanbul             | 0:0       | keine                                                                                     | Güngör (4.), Turan (49.)                  |
| Sechzehntelfinale-Rückspiel      | 21. Februar 2008   | Bayer 04 Leverkusen         | BayArena, Leverkusen                        | 1:5 (0:3) | 1:5 Barusso (87. Handelfmeter)                                                            | Karan (10.), Sarıoğlu (54.), Güngör (68.) |

### Freundschaftsspiele
Diese Tabelle führt die ausgetragenen Freundschaftsspiele auf.

| Datum          | Gegner             | Ort                              | Ergebnis  | Tor(e) für Galatasaray Istanbul                    | Karte(n) für Galatasaray Istanbul |
| -------------- | ------------------ | -------------------------------- | --------- | -------------------------------------------------- | --------------------------------- |
| 15. Juli 2007  | 1. FC Köln         | Sportpark Nord, Bonn             | 0:0       | keine                                              | keine                             |
| 18. Juli 2007  | Fortuna Düsseldorf | Paul-Janes-Stadion, Düsseldorf   | 1:1 (0:1) | 1:1 Çetin (68.)                                    | keine                             |
| 21. Juli 2007  | VfL Bochum         | rewirpowerSTADION, Bochum        | 1:2 (1:1) | 1:0 Akman (23.)                                    | keine                             |
| 29. Juli 2007  | İstanbulspor       | Atatürk-Olympiastadion, Istanbul | 0:0       | keine                                              | keine                             |
| 1. August 2007 | Boluspor           | Atatürk Stadı, Bolu              | 3:3 (3:1) | 1:0 Özcan (7.), 2:0 Lincoln (33.), 3:1 Karan (40.) | keine                             |
| 4. August 2007 | Karşıyaka SK       | Atatürk Stadı, Izmir             | 1:0 (1:0) | 1:0 Şükür (29.)                                    | keine                             |
| 9. Januar 2008 | FC Brügge          | Ali Sami Yen Stadyumu, Istanbul  | 0:0       | keine                                              | keine                             |

### Obi-Cup
| Datum         | Gegner         | Ort                    | Ergebnis  | Tor(e) für Galatasaray Istanbul                   | Karte(n) für Galatasaray Istanbul |
| ------------- | -------------- | ---------------------- | --------- | ------------------------------------------------- | --------------------------------- |
| 10. Juli 2007 | RSC Anderlecht | Stadion Wankdorf, Bern | 1:0 (0:0) | 1:0 Sarıoğlu (70.)                                | keine                             |
| 12. Juli 2007 | BSC Young Boys | Stadion Wankdorf, Bern | 3:1 (1:0) | 1:0 Özbek (34.), 2:1 Özcan (54.), 3:1 Karan (66.) | keine                             |

## Statistiken

### Teamstatistik
| Wettbewerb     | Punkte | daheim | daheim | daheim | daheim | daheim | auswärts | auswärts | auswärts | auswärts | auswärts | Gesamt | Gesamt | Gesamt | Gesamt | Gesamt | Tordifferenz |
| Wettbewerb     | Punkte | Sp     | S      | U      | N      | TV     | Sp       | S        | U        | N        | TV       | Sp     | S      | U      | N      | TV     | Tordifferenz |
| -------------- | ------ | ------ | ------ | ------ | ------ | ------ | -------- | -------- | -------- | -------- | -------- | ------ | ------ | ------ | ------ | ------ | ------------ |
| Süper Lig      | 79     | 17     | 13     | 3      | 1      | 35:10  | 17       | 11       | 4        | 2        | 29:13    | 34     | 24     | 7      | 3      | 64:23  | +41          |
| Türkiye Kupası | –      | 4      | 3      | 1      | 0      | 8:3    | 4        | 0        | 2        | 2        | 3:5      | 8      | 3      | 3      | 2      | 11:8   | +3           |
| UEFA-Pokal     | –      | 5      | 2      | 2      | 1      | 9:1    | 5        | 2        | 0        | 3        | 9:11     | 10     | 4      | 2      | 4      | 18:12  | +6           |
| Gesamt         | 79     | 26     | 18     | 6      | 2      | 52:14  | 26       | 13       | 6        | 7        | 41:29    | 52     | 31     | 12     | 9      | 93:43  | +50          |

### Saisonverlauf
| Spieltag | 1 | 2 | 3 | 4 | 5 | 6 | 7 | 8 | 9 | 10 | 11 | 12 | 13 | 14 | 15 | 16 | 17 | 18 | 19 | 20 | 21 | 22 | 23 | 24 | 25 | 26 | 27 | 28 | 29 | 30 | 31 | 32 | 33 | 34 |
| -------- | - | - | - | - | - | - | - | - | - | -- | -- | -- | -- | -- | -- | -- | -- | -- | -- | -- | -- | -- | -- | -- | -- | -- | -- | -- | -- | -- | -- | -- | -- | -- |
| Spielort | H | A | H | A | H | A | H | A | H | A  | A  | H  | A  | H  | A  | H  | A  | A  | H  | A  | H  | A  | H  | A  | H  | A  | H  | H  | A  | H  | A  | H  | A  | H  |
| Resultat | S | S | S | U | S | S | S | U | U | S  | U  | S  | S  | U  | N  | S  | U  | S  | S  | S  | S  | S  | N  | N  | S  | S  | S  | U  | S  | S  | S  | S  | S  | S  |
| Platz    | 1 | 1 | 1 | 1 | 1 | 1 | 1 | 1 | 2 | 1  | 1  | 1  | 1  | 1  | 2  | 1  | 3  | 2  | 2  | 1  | 1  | 1  | 1  | 2  | 2  | 2  | 2  | 2  | 2  | 2  | 2  | 1  | 1  | 1  |

Quelle: https://www.weltfussball.de/spielplan/tur-sueper-lig-2007-2008
Legende: Spielort: H = Heim; A = Auswärts. Resultat: S = Sieg; U = Unentschieden; N = Niederlage

### Spielerstatistiken
| Spieler          | Süper Lig | Süper Lig | Süper Lig   | Süper Lig  | Türkiye Kupası | Türkiye Kupası | Türkiye Kupası | Türkiye Kupası | UEFA-Pokal | UEFA-Pokal | UEFA-Pokal  | UEFA-Pokal | Total    | Total | Total       | Total      |
| Spieler          | Einsätze  | Tore      | Gelbe Karte | Rote Karte | Einsätze       | Tore           | Gelbe Karte    | Rote Karte     | Einsätze   | Tore       | Gelbe Karte | Rote Karte | Einsätze | Tore  | Gelbe Karte | Rote Karte |
| ---------------- | --------- | --------- | ----------- | ---------- | -------------- | -------------- | -------------- | -------------- | ---------- | ---------- | ----------- | ---------- | -------- | ----- | ----------- | ---------- |
| Ayhan Akman      | 17        | 1         | 3           | 0          | 3              | 0              | 1              | 0              | 2          | 0          | 0           | 0          | 22       | 1     | 4           | 0          |
| Hakan Balta      | 27        | 3         | 3           | 0          | 4              | 0              | 0              | 0              | 1          | 0          | 0           | 0          | 32       | 3     | 3           | 0          |
| Ahmed Barusso    | 2         | 0         | 0           | 0          | 0              | 0              | 0              | 0              | 1          | 1          | 0           | 0          | 3        | 1     | 0           | 0          |
| Ismaël Bouzid    | 10        | 0         | 2           | 0          | 5              | 0              | 0              | 0              | 1          | 1          | 0           | 0          | 16       | 1     | 2           | 0          |
| Okan Buruk       | 4         | 1         | 0           | 0          | 2              | 0              | 0              | 0              | 0          | 0          | 0           | 0          | 6        | 1     | 0           | 0          |
| Serkan Çalık     | 17        | 3         | 1           | 0          | 7              | 1              | 1              | 0              | 4          | 1          | 0           | 0          | 28       | 5     | 2           | 0          |
| Marcelo Carrusca | 3         | 1         | 0           | 0          | 3              | 1              | 0              | 0              | 1          | 0          | 0           | 0          | 7        | 2     | 0           | 0          |
| Servet Çetin     | 33        | 3         | 2           | 0          | 8              | 0              | 2              | 0              | 6          | 0          | 0           | 0          | 47       | 3     | 4           | 0          |
| Aykut Erçetin    | 13        | 0         | 1           | 0          | 6              | 0              | 0              | 0              | 1          | 0          | 0           | 0          | 20       | 0     | 1           | 0          |
| Emre Güngör      | 16        | 0         | 1           | 0          | 7              | 0              | 1              | 0              | 2          | 0          | 2           | 0          | 25       | 0     | 4           | 0          |
| Mehmet Güven     | 12        | 0         | 1           | 0          | 5              | 1              | 1              | 0              | 1          | 0          | 0           | 0          | 18       | 1     | 2           | 0          |
| Ümit Karan       | 30        | 11        | 4           | 0          | 7              | 3              | 5              | 0              | 7          | 3          | 1           | 0          | 44       | 17    | 10          | 0          |
| Fırat Kocaoğlu   | 0         | 0         | 0           | 0          | 0              | 0              | 0              | 0              | 0          | 0          | 0           | 0          | 0        | 0     | 0           | 0          |
| Lincoln          | 19        | 5         | 4           | 0          | 2              | 0              | 1              | 1              | 6          | 2          | 0           | 0          | 27       | 7     | 5           | 1          |
| Tobias Linderoth | 7         | 0         | 2           | 0          | 0              | 0              | 0              | 0              | 4          | 1          | 0           | 0          | 11       | 1     | 2           | 0          |
| Shabani Nonda    | 24        | 11        | 0           | 0          | 3              | 0              | 0              | 0              | 4          | 3          | 0           | 0          | 31       | 14    | 0           | 0          |
| Barış Özbek      | 30        | 2         | 8           | 0          | 8              | 1              | 2              | 0              | 5          | 0          | 0           | 0          | 43       | 3     | 10          | 0          |
| Özgürcan Özcan   | 0         | 0         | 0           | 0          | 0              | 0              | 0              | 0              | 0          | 0          | 0           | 0          | 0        | 0     | 0           | 0          |
| Sabri Sarıoğlu   | 22        | 1         | 3           | 0          | 6              | 0              | 1              | 0              | 4          | 0          | 1           | 0          | 32       | 1     | 5           | 0          |
| Hasan Şaş        | 10        | 1         | 3           | 1          | 4              | 0              | 0              | 0              | 4          | 0          | 1           | 0          | 18       | 1     | 4           | 1          |
| Rigobert Song    | 22        | 0         | 5           | 0          | 2              | 1              | 0              | 0              | 5          | 1          | 2           | 0          | 29       | 2     | 7           | 0          |
| Hakan Şükür      | 28        | 11        | 3           | 0          | 4              | 1              | 0              | 0              | 6          | 2          | 0           | 0          | 38       | 14    | 3           | 0          |
| Mehmet Topal     | 26        | 1         | 2           | 0          | 7              | 1              | 0              | 0              | 5          | 0          | 0           | 0          | 38       | 2     | 2           | 0          |
| Arda Turan       | 30        | 7         | 5           | 0          | 7              | 0              | 1              | 0              | 7          | 1          | 1           | 0          | 44       | 8     | 7           | 0          |
| Uğur Uçar        | 21        | 0         | 2           | 0          | 4              | 0              | 2              | 0              | 4          | 0          | 0           | 0          | 29       | 0     | 4           | 0          |
| Orkun Uşak       | 21        | 0         | 0           | 0          | 2              | 0              | 0              | 0              | 6          | 0          | 1           | 0          | 29       | 0     | 1           | 0          |
| Volkan Yaman     | 27        | 1         | 1           | 0          | 5              | 0              | 1              | 0              | 7          | 1          | 0           | 0          | 39       | 2     | 2           | 0          |